# Trichina
Trichina är ett släkte av tvåvingar som ingår i familjen puckeldansflugor.

## Artlista[1][2]
- Trichina atripes
- Trichina basalis
- Trichina bilobata
- Trichina clavipes
- Trichina elongata
- Trichina flavipes
- Trichina fumipennis
- Trichina nitida
- Trichina nura
- Trichina opaca
- Trichina pallipes
- Trichina pullata
- Trichina unilobata